# La rabbia non ti basta
La rabbia non ti basta è un singolo della rapper e cantautrice italiana BigMama, pubblicato il 7 febbraio 2024 come primo estratto dal primo album in studio Sangue.
Il brano è stato presentato in gara durante la 74ª edizione del Festival di Sanremo, dove si è classificato al ventiduesimo posto al termine della manifestazione.

## Descrizione
Il brano, scritto dalla stessa cantautrice con Maria Lodovica Lazzerini e prodotto da Enrico Botta ed Enrico Brun, affronta la tematica della gestione delle emozioni e della gestione della rabbia. In un'intervista rilasciata a Rolling Stone Italia la cantautrice ha raccontato il significato del brano:

## Accoglienza
Il brano ha ricevuto recensioni generalmente positive dalla critica musicale.
Vincenzo Nasto di Fanpage.it descrive La rabbia non ti basta come «un brano che gioca con l'equilibrio tra rap e dancefloor», in cui la cantante esprime «il senso di rivalsa e la propria accettazione personale». Anche Gianni Sibilla di Rockol associa le sonorità del brano all'’elettronica contemporanea, trovando l'interpretazione dell'artista «convincente».
Anche Andrea Conti de Il Fatto Quotidiano afferma che l'artista nel brano appaia scelto «debutto azzeccato tra sound e testo» che «parla di vendetta personale». Similmente Fabio Fiume di All Music Italia scrive che il brano presenti un testo «importante, spiegato con parole comprensibili» aimpostato su un sound up tempo urban «del ritmo che conquista».
Giuliano Delli Paoli di Ondarock scrive che sebbene l'artista appaia carica come Missy Elliott, il brano «pecchi di vacuità, sia per quanto riguarda il ritornello che per la strofa in modalità Fiordaliso».

## Video musicale
Il video musicale, diretto da Bex Gunther, è stato pubblicato in concomitanza all'uscita del brano attraverso il canale YouTube della cantautrice. Il video è stato girato nel gennaio del 2024 ad Albenga: vi si distingue chiaramente il ponte Rosso, ripreso dall'alto con un drone.

## Tracce
Testi di Marianna Mammone e Maria Lodovica Lazzerini, musiche di Enrico Botta ed Enrico Brun.
1. La rabbia non ti basta – 3:09

## Classifiche
| Classifica (2024) | Posizione massima |
| ----------------- | ----------------- |
| Italia            | 25                |